# PG$ (album)
PG$ – EP polskich raperek, Young Leosi i bambi,  wydany jako zespół PG$ 7 marca 2024 nakładem wytwórni Baila Ella Records, za pośrednictwem Universal Music Polska.  EP zadebiutowała na 2. miejscu w zestawieniu OLiS oraz zawiera popularny singel; „BFF”. Wydanie 28 sierpnia 2024 roku zdobyło status potrójnej platynowej płyty.

## Wydanie
EP został wydany 7 marca 2024 nakładem wytwórni Baila Ella Records oraz wyprodukowany głównie przez francisa, jednak nie jest jedynym producentem albumu, pomogli mu w tym: Skibovicz, Champion, @atutowy oraz Deemz. Za miks i mastering utworów odpowiadał Enzu, natomiast tekst do utworów był pisany przez Young Leosię i bambi.

## Lista utworów
Opracowano na podstawie materiału źródłowego.
| Nr | Tytuł utworu   | Długość |
| -- | -------------- | ------- |
| 1. | „PG$”          | 3:04    |
| 2. | „Double Match” | 2:24    |
| 3. | „BFF”          | 2:54    |
| 4. | „Headhunter”   | 3:12    |
| 5. | „Przester”     | 3:03    |
| 6. | „Te numery”    | 2:37    |
|    |                | 17:14   |

## Certyfikaty i sprzedaż
| Kraj          | Certyfikat         | Sprzedaż | Data przyznania  |
| ------------- | ------------------ | -------- | ---------------- |
| Polska (ZPAV) | 3× platynowa płyta | 90 000+  | 23 grudnia 2024  |
| Polska (ZPAV) | 2× platynowa płyta | 60 000+  | 28 sierpnia 2024 |
| Polska (ZPAV) | platynowa płyta    | 30 000+  | 5 czerwca 2024   |

## Najwyższe pozycje na listach

### Pozycje na tygodniowych listach
| Państwo | Lista                    | Pozycja |
| ------- | ------------------------ | ------- |
| Polska  | OLiS – albumy            | 2       |
| Polska  | OLiS – albumy w streamie | 1       |
| Polska  | OLiS – albumy fizycznie  | 3       |

### Pozycje na półrocznych listach
| Państwo | Lista                    | Pozycja |
| ------- | ------------------------ | ------- |
| Polska  | OLiS – albumy            | 4       |
| Polska  | OLiS – albumy w streamie | 1       |

### Pozycje na rocznych listach
| Państwo | Lista                    | Pozycja |
| ------- | ------------------------ | ------- |
| Polska  | OLiS – albumy            | 3       |
| Polska  | OLiS – albumy w streamie | 1       |